# Peter Firth
Peter Macintosh Firth (Bradford, Yorkshire, 27 de octubre de 1953) es un actor británico. Es más conocido por una variedad de papeles en el cine y la televisión entre 1970 y 2000. Uno de sus papeles más destacados es el de Harry Pearce en la serie dramática de espías Spooks.

## Datos personales
Es hijo de Eric Macintosh Firth y Mavis Hudson; tiene una hermana. Asistió a una escuela local y de joven tomó clases en Bradford Playhouse, en Pudsey cerca de su casa. A los 16 años dejó la escuela, para continuar su carrera como actor y en 1968 comenzó su carrera como actor infantil.
Estuvo casado con Maya, una bailarina irlandesa, sin embargo la pareja se divorció después de que Maya lo engañara con Jason Dawes.
Peter se casó con Lindsey Readman en 1990 de la que se divorció y con quien tuvo cuatro hijos Rory, Amy Mary, Alexander William y James Harry Firth. 
Tiene una buena amistad con su compañera actriz Jenny Agutter, con quien ha trabajado en Equus y Spooks.

## Carrera
Peter ha participado en más de 84 producciones, que incluyen entre programas de televisión y películas.
En 1984 trabajó en la película Sword of the Valiant: The Legend of Sir Gawain and the Green Knight junto a Sean Connery y Miles O'Keeffe, en 1988 participó en Prisioner of Rio y en 1989 en Tree of Hands junto a Helen Shaver y Lauren Bacall.
En 1990 trabajó en The Laughter of God donde dio vida a Steve Clemant, en el mismo año participó en Blood Royal: William the Conqueror, donde dio vida a William Rufus y volvió a compartir créditos con Michael Gambon, en Burndown como Jake Stern y en The Rescuers Down Under, donde dio su voz a Red. En 1991 trabajó en la miniserie Murder in Eden, donde interpretó a Kenneth Potter.
En 1994 trabajó en la serie Anna Lee, también participó en White Angel y en Heartbeat. En 1995 trabajó en Resort to Murder junto a Ben Chaplin y en Soldier Soldier, al siguiente año trabajó en Marco Polo: Haperek Ha'aharon, en The Witch's Daughter y en And the Beat Goes On, donde volvió a trabajar con Jenny Agutter.
En 1996 trabajó en Kavanagh QC, The Garden of Redemption, The Broker's Man" como Alex 'Godzilla' Turnbull, en Holding On y en Gaston's War. En 1998 trabajó en tres producciones: una de ellas fue Dead Man's Gun, donde interpretó al Det. Insp Archibald McCann. En el 2000 apareció en The Magicians donde interpretó a Simon Magus, junto a Sam Healy, también prestó su voz para interpretar al Capt. Beri Tulon en Star Wars: Force Commander.
En el 2001 interpretó al Capitán Mervyn S. Bennion del USS West Virginia en la taquillera Pearl Harbor (2001) de Michael Bay y protagonizada por Ben Affleck y Josh Hartnett. En esta película, el británico tuvo poca participación (a pesar de ello, Firth figura en los créditos finales destacados) pero su trama fue de las más estremecedoras cuando su personaje tiene un encuentro con el cocinero Doris Miller, interpretado por Cuba Gooding Jr., donde mantienen una estrecha charla de reconocimiento profesional por parte del superior hacia Miller, interrumpida a la postre por el ataque japonés. Después de resultar herido de muerte, el joven cocinero permanece con el Capitán, acatando sus últimas órdenes, a las que Miller responde con gratitud que gracias a él, los marines fueron entrenados y preparados para situaciones de guerra. La siguiente aparición tiene lugar cuando se celebra el funeral por los fallecidos en combate, donde Doris Miller acude al féretro del Capitán mostrando su respeto y admiración con el saludo militar. 
En la historia real, Doris Miller ayudó a mover el cuerpo aún vivo del Capitán Bennion junto a otros compañeros cuando el acorazado USS West Virginia fue alcanzado. Bennion no quiso ser evacuado hasta lograr poner a salvo a la mayor parte de sus hombres, por lo que fue condecorado de manera póstuma. 
Ambos actores, Firth y Gooding Jr., coincidieron dos años antes en la película Chill Factor (1999) con interpretaciones y escenas totalmente opuestas a las que tuvieron en Pearl Harbor. 
En el 2002 se unió al elenco principal de la exitosa serie británica de espías Spooks donde interpretó al jefe de la sección antiterrorista Harry Pearce, hasta el final de la serie el 23 de octubre de 2011. Peter fue el único actor que apareció desde la primera temporada hasta la última.
En 2006 participó en Hawking, en 2005 en The Greatest Game Ever Played, donde dio vida a Lord Northcliffe y trabajó junto a Elias Koteas y Shia LaBeouf; también trabajó en Ancient Rome: The Rise and Fall of an Empire, donde interpretó a Vespasian.
En el 2012 apareció en la miniserie World Without End donde interpretó a Earl Roland, junto a Cynthia Nixon, Ben Chaplin, Tom Weston-Jones, Oliver Jackson-Cohen, Carlo Rota, Sarah Gadon y Miranda Richardson.
En octubre del 2013 se anunció que Peter interpretaría a Harry Pearce en la película Spooks: The Greater Good la cual se estrenó en mayo de 2015.

## Filmografía

### Series de televisión
| Año         | Título                                       | Personaje                | Notas                         |
| ----------- | -------------------------------------------- | ------------------------ | ----------------------------- |
| 2017        | Strike Back: Retribution                     | Milos Borisovich         | 2 episodios                   |
| 2016        | Victoria                                     | Duque de Cumberland      |                               |
| 2015        | Dickensian                                   | Jacob Marley             | 2 episodios - miniserie       |
| 2013        | Mayday                                       | Malcolm Spicer           | 3 episodios - miniserie       |
| 2012        | World Without End                            | Earl Roland              | 6 episodios                   |
| 2002 - 2011 | Spooks                                       | Agente Harry Pearce      | 86 episodios                  |
| 2011        | South Riding                                 | Concejal Anthony Snaith  | miniserie - 3 episodios       |
| 2006        | The Battle for Rome                          | Vespasian                | miniserie                     |
| 2006        | Ancient Rome: The Rise and Fall of an Empire | Vespasian                | episodio "Rebellion"          |
| 2005        | Law & Order: Special Victims Unit            | Dr. Preston Blair        | episodio "Identity"           |
| 2002        | The Vice                                     | Keith Beaumont           | episodio "No Man's Land"      |
| 2000 - 2001 | That's Life                                  | Victor Leski             | 19 episodios                  |
| 1999        | Total Recall: The Series                     | Vincent Nagle            | 3 episodios                   |
| 1997        | The Broker's Man                             | Alex "Godzilla" Turnbull | 4 episodios                   |
| 1995        | Resort to Murder                             | Peter Dennigan           | 5 episodios                   |
| 1994        | Heartbeat                                    | Dr. James Radcliffe      | 7 episodios                   |
| 1994        | Highlander                                   | Arthur "Drakov" Drake    | episodio "Warmonger"          |
| 1973 - 1982 | Play for Today                               | Dominick Hide/Arsenic    | 3 episodios                   |
| 1980        | Tales of the Unexpected                      | Hardy                    | episodio "The Man at the Top" |
| 1974        | Disneyland                                   | Robert "Bobby" Stewart   | 3 episodios                   |
| 1973        | The Protectors                               | Stephen Douglas          | episodio "Implicado"          |
| 1972 - 1973 | Country Matters                              | Roger Blackburn          | 2 episodios                   |
| 1973        | Arthur of the Britons                        | Corin                    | episodio "The Pupil"          |
| 1971        | The Doctors                                  | Charlie Higson           | junto a Colin Farrell         |
| 1970 - 1971 | Here Come the Double Deckers                 | Scooper                  | 17 episodios                  |
| 1969        | The Flaxton Boys                             | Archie Weekes            | 13 episodios                  |
| 1969        | How We Used to Live                          | Urchin                   | episodio "At the Seaside"     |

### Películas
| 2016 | - \|-                            | 2015                                       | Spooks: The Greater Good                                          | Agente Harry Pearce | - |
| 2005 | The Greatest Game Ever Played    | Lord Northcliffe                           | junto a Elias Koteas                                              |                     |   |
| 2004 | Me & Mrs Jones                   | Benedict                                   | junto a Robson Green y Keeley Hawes                               |                     |   |
| 2001 | Pearl Harbor                     | Capitán Mervyn Bennion - USS West Virginia | junto a Ben Affleck, Kate Beckinsale y Josh Hartnett              |                     |   |
| 2000 | The Magicians                    | Simon Magnus                               | junto a Kimberley Davies, Charlie O'Connell y Sam Healy           |                     |   |
| 2000 | Star Wars: Force Commander       | Beri Tulon                                 | prestó su voz para el personaje                                   |                     |   |
| 1999 | Chill Factor                     | Coronel Andrew Brynner                     | junto a Cuba Gooding Jr y Skeet Ulrich                            |                     |   |
| 1997 | Amistad                          | Capitán Fitzgerald                         | con Morgan Freeman, Anthony Hopkins, Djimon Hounsou y Anna Paquin |                     |   |
| 1995 | An Awfully Big Adventure         | Bunny                                      | junto a Alan Rickman y Hugh Grant                                 |                     |   |
| 1993 | Shadowlands                      | Doctor Craig                               | junto a Anthony Hopkins y James Frain                             |                     |   |
| 1993 | El Marido Perfecto               | Franz                                      | junto a Tim Roth                                                  |                     |   |
| 1992 | The Pleasure Principle           | Dick                                       | -                                                                 |                     |   |
| 1991 | Prisioner of Honor               | Mayor Henry                                | junto a Richard Dreyfuss y Oliver Reed                            |                     |   |
| 1990 | The Incident                     | Geiger                                     | junto a Walter Matthau, Susan Blakely y Robert Carradine          |                     |   |
| 1990 | The Hunt for Red October         | Oficial Político Ivan Yurevich Putin       | -                                                                 |                     |   |
| 1989 | Trouble in Paradise              | Adriaan                                    | -                                                                 |                     |   |
| 1986 | A State of Emergency             | Dr. Kenneth Parrish                        | junto a Martin Sheen                                              |                     |   |
| 1985 | Letter to Brezhnev               | Phil Tatchell                              | junto a Alfred Molina                                             |                     |   |
| 1985 | Lifeforce                        | Coronel Colin Wishart                      | junto a Patrick Stewart                                           |                     |   |
| 1984 | White Elephant                   | Peter Davidson                             | -                                                                 |                     |   |
| 1983 | Born on Fire                     | Paul Bergson                               | -                                                                 |                     |   |
| 1982 | Tristan and Isolde               | Dinas                                      | -                                                                 |                     |   |
| 1979 | Tess                             | Angel Clare                                | junto a Nastassja Kinski                                          |                     |   |
| 1979 | When You Comin' Back, Red Ryder? | Stephen Ryder                              | -                                                                 |                     |   |
| 1977 | Equus                            | Alan Strang                                | junto a Richard Burton y Jenny Agutter                            |                     |   |
| 1977 | Joseph Andrews                   | Joseph Andrews                             | junto a Ann-Margret                                               |                     |   |
| 1976 | The Lady of the Camellias        | Armand                                     | -                                                                 |                     |   |
| 1976 | Aces High                        | Teniente Stephen Croft                     | junto a Malcolm McDowell y Christopher Plummer                    |                     |   |
| 1975 | King Arthur, the Young Warlord   | Corin                                      | con Oliver Tobias                                                 |                     |   |
| 1974 | Diamonds on Wheels               | Robert "Bobby" Stewart                     | -                                                                 |                     |   |
| 1973 | Daniele and Maria                | -                                          | -                                                                 |                     |   |
| 1972 | Brother Sun, Sister Moon         | Peter Kuehsel                              | junto a Alec Guinness                                             |                     |   |
| 1969 | How We Used to Live              | Urchin                                     | junto a Joanne Whalley                                            |                     |   |

## Premios y distinciones
Premios Óscar
| Año  | Categoría                       | Película | Resultado |
| ---- | ------------------------------- | -------- | --------- |
| 1978 | Oscar al mejor actor de reparto | Equus    | Nominado  |

| Año  | Categoría                          | Premio                                         | Participación | Resultado |
| ---- | ---------------------------------- | ---------------------------------------------- | ------------- | --------- |
| 1993 | Mejor Actor                        | Valenciennes Action and Adventure Festival     | White Angel   | Ganador   |
| 1979 | Mejor actor de reparto             | KCFCC Award                                    | Equus         | Ganador   |
| 1978 | Mejor actor de reparto             | Golden Globe Award, USA                        | Equus         | Nominado  |
| 1977 | Actor nuevo más prometedor         | Evening Standard British Film Award            | -             | Ganador   |
| 1976 | Actuació notable de un actor joven | Outer Critics Circle Award Winner              | Equus         | Ganador   |
| 1976 | Actuación más distinguida          | Outer Critics Circle Award Winner              | Equus         | Ganador   |
| 1975 | -                                  | Theatre World Award                            | Equus         | -         |
| 1973 | Actor nuevo más prometedor         | Plays and Players London Theatre Critics Award | Equus         | Ganador   |